# Eugène Jules Delahogue
Ne pas confondre avec son frère jumeau Alexis Auguste Delahogue, également peintre.
Eugène Jules Delahogue, né le 6 juillet 1867 à Soissons et mort en 1934, est un peintre orientaliste français.

## Biographie
Eugène Delahogue est né le 6 juillet 1867 à Soissons. Il est le frère jumeau d'Alexis Auguste Delahogue et, comme son frère, il a peint des paysages et des scènes de la vie quotidienne en Algérie. Il est parfois difficile de distinguer son travail de celui de son frère.